# Dipartimento dell'Idro
Il Dipartimento dell'Idro fu uno dei dipartimenti in cui era suddivisa la Repubblica Napoletana del 1799.
Traeva il suo nome dal torrente Idro, e comprendeva tutta la Terra d'Otranto e parte della Terra di Bari. Il capoluogo era Lecce ed era diviso in 14 cantoni:
1. Giovinazzo
2. Bari
3. Mola
4. Monopoli
5. Ostuni
6. Brindisi
7. Lecce
8. Otranto
9. Casarano
10. Nardò
11. Grottaglie
12. Taranto
13. Massafra
14. Martina